# Замошица (Мостовское сельское поселение)
Замошица — опустевшая деревня в Оленинском муниципальном округе Тверской области.

## География
Находится в юго-западной части Тверской области на расстоянии приблизительно 8 км на запад-северо-запад по прямой от административного центра округа поселка Оленино.

## История
В 1859 году здесь (тогда деревня Бельского уезда Смоленской губернии) было учтено 11 дворов, в 1939 — 26. До 2019 года входила в состав ныне упразднённого Мостовского сельского поселения.

## Население
Численность населения: 117 человек (1859 год), 2 (русские 100 %) в 2002 году, 0 в 2010.